# Мечеть Шемси-паши
Мечеть Шемси Ахмед-паши (тур. Şemsi Ahmed Paşa Camii), Кушконмаз (тур. Kuşkonmaz — птица не сядет) — мечеть в Стамбуле, в районе Ускюдар. Мечеть носит имя правителя Анатолии и Румелии Шемси Ахмеда-паши, служившего при дворе султана Сулеймана I.

## История
Мечеть построена в 1580 г. на средства правителя Анатолии и Румелии Шемси Ахмеда-паши. Автором проекта является архитектор Мимар Синан. Комплекс мечети стал одной из небольших и последних работ великого архитектора. Существует легенда, согласно которой в знак уважения к творчеству великого архитектора ни одна птица не сядет на купол или минарет, и не испачкает мечеть.

## Архитектура
К мечети примыкает мавзолей Шемси Ахмеда-паши. В комплекс мечети также входит медресе, кладбище и внутренний двор. К юго-западному углу зала для молитв пристроен минарет. Верхняя часть створчатых окон мечети украшена мозаикой и выполнена в виде арок.